# Ksenia Stolbova

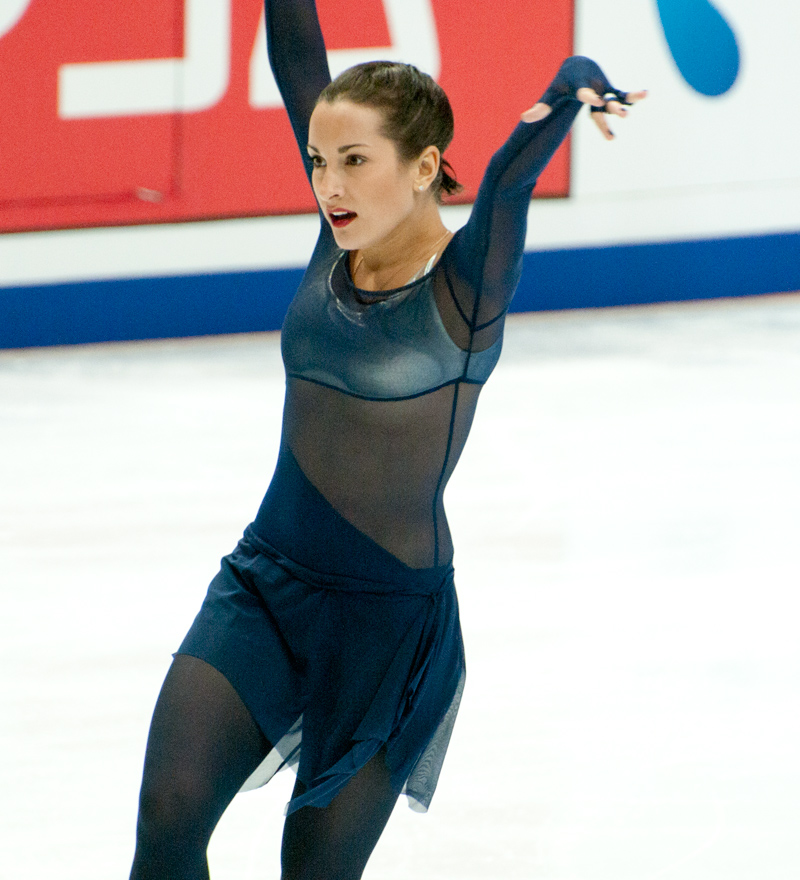
Ksenia Stolbova (2011)

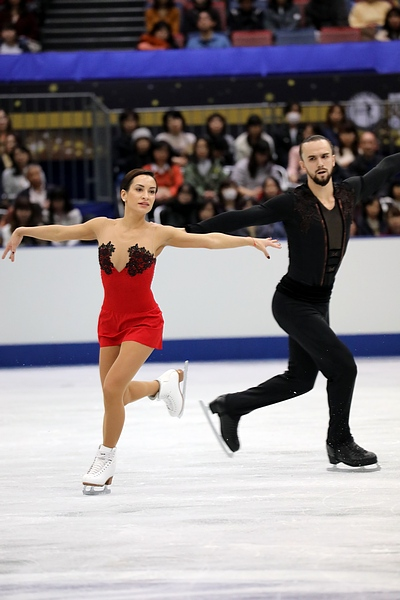
Stolbova en Fjodor Klimov (2017)

Ksenia Andrejevna Stolbova (Russisch: Ксе́ния Андре́евна Столбо́ва) (Sint-Petersburg, 7 februari 1992) is een Russisch voormalig kunstschaatsster. Met haar schaatspartner Fjodor Klimov won Stolbova tijdens de Olympische Spelen in Sotsji goud bij de landenwedstrijd.

## Biografie
Stolbova was vanaf haar derde jaar al geïnteresseerd in schaatsen, maar begon er pas drie jaar later mee na lang smeken bij haar familie. Op haar veertiende stapte ze over naar het paarrijden. Stolbova schaatste vervolgens twee jaar met Artoer Mintsjoek. In de lente van 2009 werd ze gekoppeld aan Fjodor Klimov. Bij hun enige twee deelnames aan de WK junioren won het paar brons (2010) en zilver (2011).
In hun seniorencarrière veroverden ze driemaal zilver (EK 2014, 2015, 2018) en eenmaal brons (EK 2012). Stolbova en Klimov wonnen eveneens zilver tijdens de WK 2014. Daarnaast belandden ze op de tweede plek bij de paren op de Olympische Winterspelen 2014 in Sotsji. Bij de landenwedstrijd eindigde het Russische team op de eerste plek en werden Stolbova en Klimov dus ook olympisch kampioen.
De Russische bond wilde Stolbova en Klimov in 2018 ook afvaardigen naar de Olympische Winterspelen in Pyeongchang, maar om een grootschalig dopingschandaal als in 2014 te voorkomen werden nu tal van sporters geweigerd. Ook Stolbova werd voor de Spelen niet uitgenodigd door het IOC. Het paar sloeg daarop het WK over en kondigde later in het jaar aan helemaal te stoppen.
Stolbova probeerde het eind 2018 vervolgens nog met Andrej Novoselov, maar zonder succes. Ze maakte begin 2020 bekend ook te stoppen.

## Persoonlijke records
Stolbova/Klimov
| records             | punten | datum      | toernooi         |
| ------------------- | ------ | ---------- | ---------------- |
| Hoogste totaalscore | 229.44 | 11-12-2015 | Grand Prix Final |
| Hoogste korte kür   | 076.15 | 26-03-2014 | WK               |
| Hoogste vrije kür   | 154.60 | 11-12-2015 | Grand Prix Final |

## Belangrijke resultaten
2006-2009 met Artoer Mintsjoek, 2009-2018 met Fjodor Klimov
| Kampioenschap            | 06/07 | 07/08 | 08/09 |       | 09/10  | 10/11         | 11/12         | 12/13         | 13/14         | 14/15         | 15/16         | 16/17         | 17/18 |
| ------------------------ | ----- | ----- | ----- | ----- | ------ | ------------- | ------------- | ------------- | ------------- | ------------- | ------------- | ------------- | ----- |
| Olympische Spelen        |       |       |       |       |        |               |               | · (team)      |               |               |               | diskw. (*)    |       |
| Wereldkampioenschap      |       |       |       |       |        |               |               | Zilver        |               | 4e            | 5e            |               |       |
| Europees kampioenschap   |       |       |       |       |        | Brons         | 6e            | Zilver        | Zilver        | t.z.t.        | 4e            | Zilver        |       |
| Grand Prix-finale        |       |       |       |       |        |               |               |               | Zilver        | Goud          |               | 4e            |       |
| Nationaal kampioenschap  |       |       | 11e   |       | 6e     | Zilver        | Brons         | Goud          | Goud          | t.z.t.        | Goud          | Zilver        |       |
| WK junioren              |       |       |       | Brons | Zilver | geen deelname | geen deelname | geen deelname | geen deelname | geen deelname | geen deelname | geen deelname |       |
| Junior Grand Prix-finale |       |       |       | 7e    | Zilver | geen deelname | geen deelname | geen deelname | geen deelname | geen deelname | geen deelname | geen deelname |       |
| NK junioren              | 12e   | 10e   |       | Goud  | Goud   | geen deelname | geen deelname | geen deelname | geen deelname | geen deelname | geen deelname | geen deelname |       |

 t.z.t. = trokken zich terug
(*) Het paar was aanvankelijk geselecteerd voor de Spelen, maar Stolbova werd door het IOC geweigerd.
2014: Pljoesjtsjenko, Lipnitskaja, Volosozjar/Trankov, Stolbova/Klimov, Bobrova/Solovjov, Ilinych/Katsalapov ·
2018: Chan, Osmond, Daleman, Duhamel/Radford, Virtue/Moir ·
2022: Chen, Zhou, Chen, Knierim/Frazier, Hubbell/Donohue, Chock/Bates